# Wilhelm Metzger
Pour les articles homonymes, voir Metzger.
Friedrich Wilhelm Metzger né le 9 mai 1848 à Ketzin et mort le 8 novembre 1914 à Hambourg est plombier et rédacteur en chef du Hamburger Echo (de), de 1890 à 1914 il est député du Reichstag pour le SPD.

## Biographie
Metzger termine un apprentissage de serrurier à Kyritz à partir de 1862, puis travaille comme assistant plombier. En 1868, il devient membre de l'Association générale des travailleurs allemands. À partir de 1870, Metzger travaille à Hambourg. En 1873, il est cofondateur de l'« Association centrale des plombiers d'Allemagne », qu'il dirige également et éditeur de l'organe associatif « Der Bote » (1873-1876). En 1877, il devient propriétaire d'une entreprise de plomberie et de mécanique qu'il abandonne en 1884 pour se consacrer entièrement au journalisme. Par exemple, Metzger est rédacteur en chef du Bürgerzeitung sous la direction de Johannes Wedde (de), aux côtés d'Otto Stolten (de). Après l'interdiction du journal des citoyens, Metzger devient rédacteur en chef du projet de suivi Hamburger Echo en 1888, poste qu'il occupe jusqu'à sa mort.
De plus, Metzger est quelques années le délégué syndical des plombiers (1881-1891) et plus tard des métallurgistes. En 1890, Metzger participe à la fondation de la Commission générale des syndicats allemands. En 1893, il est condamné à cinq mois de prison pour « outrage » au « Sénat et à la citoyenneté de la Ville libre et hanséatique de Hambourg ». Wilhelm-Metzger-Strasse dans le quartier hambourgeois d'Alsterdorf porte son nom.

## Reichstag
En 1890, Metzger devient le candidat social-démocrate pour le district électoral de Hambourg III (Geest et Marschlande) à court terme en remplacement de feu Johannes Wedde. Metzger bat lors des élections du Reichstag de 1890 le 20 février 1890 le célèbre Adolph Woermann avec 27 369 contre 14 978 voix. Metzger a pu conserver ce siège jusqu'à sa mort.